# Капера
Капера (ест. Kapera) — село в Естонії, входить до складу волості Вастселійна, повіту Вирумаа.